# Bosques del Valle de Mena
Bosques del Valle de Mena este o arie protejată (arie specială de conservare — SAC, sit de importanță comunitară — SCI) din Spania întinsă pe o suprafață de 6.480,6 ha, integral pe uscat.

## Localizare
Centrul sitului Bosques del Valle de Mena este situat la coordonatele 43°07′33″N 3°23′06″W / 43.1259°N 3.3851°V.

## Înființare
Situl Bosques del Valle de Mena a fost declarat sit de importanță comunitară în august 2000 pentru a proteja 3 specii de plante și 14 specii de animale. Situl a fost protejat și ca arie specială de conservare în septembrie 2015.

## Biodiversitate
Situată în ecoregiunile atlantică și mediteraneană, aria protejată conține 28 de habitate naturale: Păduri pe pante, grohotișuri și ravene de Tilio-Acerion, Pajiști umede atlantice temperate cu Erica ciliaris și Erica tetralix, Ape oligotrofe din câmpii nisipoase, cu un conținut foarte redus de minerale (Littorelletalia uniflorae), Formațiuni ierboase bogate în specii de Nardus, dezvoltate pe substraturi silicioase în zone montane (și în zone submontane, în Europa continentală), Grohotișuri termofile și vest-mediteraneene, Mlaștini turboase de tranziție și turbării mișcătoare, Pajiști cu Molinia pe soluri calcaroase, turboase sau argilos-nămoloase (Molinion caeruleae), Pajiști uscate europene, Pante stâncoase calcaroase cu vegetație casmofită, Păduri de stejar galițio-portugheze cu Quercus robur și Quercus pyrenaica, Turbării active, Liziere de ierburi înalte hidrofile de câmpie și de nivel montan până la alpin, Păduri aluvionare cu Alnus glutinosa și Fraxinus excelsior (Alno-Padion, Alnion incanae, Salicion albae), Păduri de fag acidofile atlantice, cu subarboret de Ilex și, uneori, de asemenea, Taxus, la nivelul arbuștilor (Quercion robori-petraeae sau Ilici-Fagenion), Lacuri și iazuri distrofice naturale, Lande oro-mediteraneene cu formațiuni endemice de grozamă, Roci stâncoase cu vegetație pionieră de Sedo-Scleranthion sau Sedo albi-Veronicion dillenii, Păduri de stejar sau de stejar și carpen sub-atlantice și medio-europene de Carpinion betuli, Pajiști alpine și subalpine calcaroase, Izvoare petrifiante cu formare de travertin (Cratoneurion), Păduri de Quercus ilex și Quercus rotundifolia, Păduri de fag din Europa Centrală dezvoltate pe sol calcaros cu Cephalanthero-Fagion, Pajiști uscate seminaturale și facies de acoperire cu tufișuri pe substraturi calcaroase (Festuco-Brometalia) (* situri importante pentru orhidee), Păduri de Castanea sativa, Turbării de acoperire (* exclusiv pentru turbării active), Păduri mediteraneene de Taxus baccata, Depresiuni pe substraturi de turbă de Rhynchosporion, Păduri iberice de Quercus faginea și Quercus canariensis.
La baza desemnării sitului se află mai multe specii protejate:
- plante (3): Narcissus asturiensis, Narcissus pseudonarcissus subsp. nobilis, Woodwardia radicans
- amfibieni (2): Discoglossus galganoi, Discoglossus jeanneae
- mamifere (5): Galemys pyrenaicus, liliac cu aripi lungi (Miniopterus schreibersii), liliacul mediteranean cu potcoavă (Rhinolophus euryale), liliacul mare cu potcoavă (Rhinolophus ferrumequinum), liliacul mic cu potcoavă (Rhinolophus hipposideros)
- nevertebrate (5): Austropotamobius pallipes, Elona quimperiana, fluturele auriu (Euphydryas aurinia), Euplagia quadripunctaria, Rosalia alpina
- pești (1): Parachondrostoma miegii
- reptile (1): Lacerta schreiberi

Pe lângă speciile protejate, pe teritoriul sitului au mai fost identificate 23 de specii de plante, 9 specii de amfibieni, 16 specii de mamifere, 4 specii de reptile.